# Madasumma
Madasumma is een geslacht van rechtvleugeligen uit de familie krekels (Gryllidae). De wetenschappelijke naam van dit geslacht is voor het eerst geldig gepubliceerd in 1869 door Francis Walker.

## Soorten
Het geslacht Madasumma omvat de volgende soorten:
- Madasumma albonotata Chopard, 1936
- Madasumma assamensis Chopard, 1969
- Madasumma australis Saussure, 1878
- Madasumma bicolor Chopard & Baccetti, 1968
- Madasumma binotatus Brancsik, 1893
- Madasumma biswasi Vasanth, 1993
- Madasumma darjilingensis Chopard, 1928
- Madasumma dorsalis Burmeister, 1838
- Madasumma fletcheri Chopard, 1935
- Madasumma fuscinervis Stål, 1877
- Madasumma fuscoirrorata Chopard, 1925
- Madasumma grandidieri Saussure, 1878
- Madasumma hova Brancsik, 1893
- Madasumma indecora Walker, 1869
- Madasumma junnana Gorochov, 1985
- Madasumma keralensis Vasanth, 1991
- Madasumma madecassa Saussure, 1878
- Madasumma melanonotum Chopard, 1969
- Madasumma mjobergi Chopard, 1930
- Madasumma notabilis Walker, 1869
- Madasumma notatipes Walker, 1869
- Madasumma petersi Saussure, 1878
- Madasumma plana Walker, 1869
- Madasumma reducta Walker, 1869
- Madasumma tibialis Saussure, 1878
- Madasumma valida Chopard, 1936
- Madasumma varia Walker, 1869
- Madasumma ventralis Walker, 1869
- Madasumma vicina Chopard, 1925
- Madasumma zamboanga Otte, 2007